# La Otra
LaOtra, és el segon canal de Telemadrid, la televisió autonòmica pública de la Comunitat de Madrid, que, actualment, té una concessió per a la seva emissió exclusivament a través del sistema de Televisió Digital Terrestre. Malgrat no comptar amb la llicència preceptiva, emet també en analògic.
Afiliada a la FORTA des del seu naixement, en tant que depèn de l'Ente Público Radio Televisión Madrid, és una cadena pública que pertany en exclusiva al govern autonòmic. Va començar la seva emissió l'1 d'octubre de 2000 en exclusiva per al nou sistema digital, la qual cosa la converteix en la primera cadena de televisió espanyola creada per emetre únicament a través d'aquest sistema.
A més d'aquesta cadena, l'Ens Públic RadioTelevisión Madrid engloba una emissora de ràdio, Onda Madrid, i una altra cadena de televisió: Telemadrid.

## Història

### Inicis
L'1 d'octubre de 2000, l'Ente Público Radiotelevisión Madrid va començar les seves emissions en el nou sistema de Televisió Digital Terrestre. A partir de llavors, la transmissió de Telemadrid en el sistema analògic es completaria amb l'emissió en digital de la cadena. A més, aquell mateix dia es van iniciar, exclusivament en el sistema digital, les transmissions de laOtra, el segon canal autonòmic de la Comunitat de Madrid.
El 19 de març de 2001, un any després, van començar les seves emissions definitives en el sistema digital. Alberto Ruiz-Gallardón, president de la Comunitat de Madrid, va inaugurar, de forma oficial, el nou canal, al que va qualificar d'una televisió alternativa, amb un alt contingut cultural amb programes com a "Básico", "Nos queda la música", "laOtra entrevista", "laOtra navegación", "De formas", "Traslucía", "Uno más", "La vieja ceremonia"...
L'escassa cobertura i penetració d'aquest sistema de televisió durant aquests primer anys van fer que laOtra passés desapercebuda per a la major part dels ciutadans de la Comunitat de Madrid.

### L'obertura al sistema analògic
El 15 de setembre de 2005, va començar l'emissió en proves de laOtra a través del sistema analògic de televisió (canal 40 de l'UHF / 623,250 MHZ) per a tota la Comunitat de Madrid, sense la pertinent llicència per part del Ministeri d'Indústria. Durant aquesta nova etapa, es va modificar la programació de laOtra, a la qual es van sumar redifusions de Telemadrid, programació infantil, informatius i continguts esportius (entre ells, futbol de segona divisió). L'emissor principal de La Otra està situat en uns dipòsits del Canal d'Isabel II al carrer Hermanos García Noblejas.
Aquest inici de les seves emissions es va veure envoltat de cert enrenou polític davant de la decisió del govern autonòmic d'emetre en analògic escudant-se en el dret dels madrilenys a gaudir del seu segon canal en analògic tal com fan en altres autonomies com Euskadi, Comunitat Valenciana o Catalunya. Per la seva part, el Ministeri d'Indústria va informar a l'ens públic que l'espai radioelèctric analògic ja estava assignat i que era moment de potenciar el sistema digital, per la qual cosa no tenia autorització per continuar emetent pel canal 40 UHF.
Després de la resolució de les concessions de Televisió Digital Terrestre en la Comunitat de Madrid, algunes televisions "històriques" que portaven en algun cas més de 10 anys emetent, no van obtenir la seva corresponent concessió. Així que algunes com TeleK o Canal 33 Madrid van posar sengles emissors a través del canal 40 UHF per anul·lar el senyal de laOtra, que emetia il·legalment des d'un dipòsit d'aigua propietat del Canal d'Isabel II, en la madrilenya carrer de Germans García Noblejas. En realitat, en ser totes aquestes televisions il·legals, cap administració no podia acceptar denúncies entre elles, ni tan sols de laOtra.

### Situació actual
Una vegada passada la polèmica, l'assumpte va quedar oblidat sense saber molt bé la situació legal de laOtra, TeleK, Canal 33 i en general, les concessions de Televisió Digital Terrestre en la Comunitat de Madrid, encara que, el setembre de 2006, el Ministeri d'Indústria va anunciar una sanció contra l'ens madrileny per valor d'un milió d'euros que, a més, obliga a la clausura de les instal·lacions de laOtra.

## Programació
La programació de la cadena ofereix des dels seus inicis una oferta cultural i alternativa a Telemadrid. Tanmateix, des de 2005 s'ha ampliat el públic de la cadena, passant a tenir una oferta més generalista encara que tractant de mantenir una alternativa al primer canal.
- Programes culturals: Es van mantenir els microespais sobre tendències, el programa sobre art "Hay otros mundos", i l'espai diari "Básico", l'espai més veterà del canal que ocupa el prime time.

- Programes musicals: Hi ha 2 espais dins de la cadena: Central de sonidos, pensat en la música actual, i Nos queda la música, destinat a cicles i novetats alternatives. Ambdós estan presentats per José Luis Casado. També poden veure's els acústics de grups musicals, tant dins de l'espai Básico com en un programa recopilatori cridat "Actuaciones".

- Espais infantils: Des del salt a l'analògic del canal s'emeten diverses sèries destinades al públic infantil i juvenil a la franja de tard. Algunes d'aquestes sèries són L'os de la casa blava, Doremi, Skyland, o Totally Spies entre d'altres.

- Esport: Enfocat principalment en el futbol, LaOtra emet regularment la Segona divisió de la Segona Divisió i la Segona B enfocant la seva atenció en els partits d'equips madrilenys. També va emetre partits de la Liguilla Final de la Liga equatoriana, enfocant les retransmissions cap al col·lectiu immigrant d'aquest país.

- Redifusions de Telemadrid: Tals com els Telenotícies (en horaris diferents), Madrid Directo, Qué comemos hoy, Cifras y Letras o Mi cámara y yo, a més d'altres espais. Ocupen aproximadament 8 hores de la programació de la cadena.

## Imatge corporativa
Al llarg de la seva història el canal ha tingut 2 logotips.
- 2001 a 2005: El logotip és el símbol ≠, símbol que demostra que 2 números no són iguals.
- 2005 a l'actual: El logotip és similar al de Telemadrid amb el pentàgon, però l'estrella interior té una ubicació irregular.

## Freqüències
Només en la Comunitat de Madrid:
TDT
- Multiplex 63 UHF[5]